# 林明美
林 明美（はやし あけみ、1971年8月8日 - ）は、日本のアニメーター、アニメーション演出家、キャラクターデザイナー。愛知県出身。スタジオカラー所属後、現在はフリーランス。

## 略歴・人物
代々木アニメーション学院を卒業後、ゆめ太カンパニーに入社し、『お〜い!竜馬』でアニメーターデビューを果たす。1996年にフリーランスとなってからは『フルーツバスケット』『PEACE MAKER鐵』などの作品でキャラクターデザインを手がけるようにもなった。
2000年代に入ってからはガイナックスに所属し、同社作品に原画・作画監督などの役職で携わる。2007年に放送された「アニ＊クリ15」ではアーティストのI's CUBEとタッグを組み、自身の初監督作品として『ナミダの向こう・・』という約1分間のショートアニメを制作した。
アニメ雑誌「アニメディア」に掲載されたキャラクターデザイナー（『PEACE MAKER鐵』）インタビュー記事では、「演出・作画の両面で仕事ができるような人になりたい」と話し、その例として平松禎史を挙げていた。
女の子を描くのが好きであり、過去に携わった作品の幾つか（『ナースエンジェルりりかSOS』『少女革命ウテナ』など）は女の子が主人公である。日本のアニメーションにおける女性作画陣の代表的な人物として有名、描画の際の線はとても美麗であり、国外にもファンがいるという。
アニメーション演出家の大地丙太郎・宮崎なぎさとは交友がある。ごくまれに、アニメーターの小林明美と間違われることがある。

## 主な参加作品

### テレビアニメ
- お〜い!竜馬（1992〜1993年） 動画
- 炎の闘球児 ドッジ弾平（1992〜1993年） 原画　動画
- バトルファイターズ 餓狼伝説2（1993年） 動画
- SLAM DUNK（1993〜1996年） 作画監督（70話）、原画（01話、07話、14話、25話、41話、48話、55話）
- 覇王大系リューナイト（1994年）　原画（03話、17話）
- 赤ずきんチャチャ （1994〜1995年、原画）
- 鬼神童子ZENKI（1995年） 原画（10話、20話、24話）
- ナースエンジェルりりかSOS（1995年） 作画監督（02話、07話、12話、18話、23話、29話、34話）、原画（07話）
- るろうに剣心 -明治剣客浪漫譚-（1996年） 原画（13話、18話、24話、29話、35話、40話、43話、81話、86話）
- こどものおもちゃ（1996年） 原画（02話、80話）
- 地獄先生ぬ〜べ〜（1996年） 原画（14話、21話、30話、32話）
- 少女革命ウテナ（1997年） 作画監督（06話、07話、14話、18話、23話、26話、31話、38話） 原画（06話、07話、14話、18話、23話、25話、31話、35話、38話、39話、OP）
- アキハバラ電脳組（1998年） 原画（04話、08話、11話、16話、24話、OP）
- 魔術士オーフェン（1998年） 原画（04話）
- 天使になるもんっ!（1999年） 原画（03話、26話）
- へっぽこ実験アニメーション エクセル♥サーガ（1999年） 原画（OP）
- メダロット（1999年） 原画（21話）
- 今、そこにいる僕（1999年） 原画（07話）
- 遊☆戯☆王デュエルモンスターズ（2000年） 原画（01話）
- フルーツバスケット（2001年）# キャラクターデザイン、総作画監督（02話~05話、09話、11話、14話、21話、25話）、作画監督（01話、08話、13話、18話）、原画（01話、18話、OP）[1]
- まほろまてぃっく（2001年） 原画（OP）
- まほろまてぃっく 〜もっと美しいもの〜（2002年） 原画（10話、OP）
- アベノ橋魔法☆商店街（2002年） 原画（01話、07話、13話）
- シスター・プリンセス RePure（2002年） 絵コンテ・演出・作画監督（03話）、原画（03話、06話、11話）
- ギャラクシーエンジェル 第3期（2002年） 原画(12話）
- PEACE MAKER鐵（2003年) キャラクターデザイン、作画監督（01話、24話）、原画（01話、OP、ED）
- D.C. 〜ダ・カーポ〜（2003年) 絵コンテ(25話)、原画(26話）
- SPACE PIRATE CAPTAIN HERLOCK（2003年、原画）
- この醜くも美しい世界（2004年） 原画（03話、ED）
- MONSTER（2004年） 原画（09話）
- シュガシュガルーン （2005年） 原画（OP）
- 蟲師（2005年） 原画（20話）
- 鍵姫物語 永久アリス輪舞曲（2006年） 絵コンテ（11話）
- 桜蘭高校ホスト部（2006年） 原画（01話、26話）
- 機神咆吼デモンベイン（2006年） 原画（ED）
- 僕等がいた（2006年） 作画監督（10話）、原画（OP、01話、04話、07話、10話）
- 天元突破グレンラガン（2007年） LO作画監督（22話）、原画（08話、16話、21話、OP3）
- ムシウタ（2007年） 原画（01話）
- ゆめだまや奇談（2007年） 原画
- 薬師寺涼子の怪奇事件簿（2008年） 原画（05話）
- 屍姫 赫（2008年） 原画（OP）
- キャシャーン Sins（2008年） 原画（03話）
- ミチコとハッチン（2008年） 原画（08話）
- ヤッターマン（第2作）（2009年） 原画（54話）
- 屍姫 玄（2009年） 原画（22話）
- まほろまてぃっく 特別編 ただいま◆おかえり（2009年） 原画（OP、後編）
- HEROMAN（2010年） アニメーター（ED）
- パンティ&ストッキングwithガーターベルト（2010年） 原画（13話）
- 輪るピングドラム（2011年） 絵コンテ・演出・作画監督（20話）、原画（OP1、OP2、01話、24話）、スペシャル・アニメーション原画
- ダンタリアンの書架（2011年） イメージビルディング
- 夏目友人帳 肆 （2012年） 原画（OP）
- 坂道のアポロン（2012年） 絵コンテ・演出・作画監督（ED）、原画（12話）
- プリティーリズム・レインボーライブ（2013年） 原画（OP）
- スペース☆ダンディ（2014年） 絵コンテ・演出・作画監督補佐・ゲスト宇宙人デザイン（05話）
- 一週間フレンズ。（2014年） 絵コンテ・演出（ED）
- 龍の歯医者（2017年）絵コンテ
- BANANA FISH（2018年）キャラクターデザイン
- SK∞ エスケーエイト（2021年）絵コンテ・シーン演出（7話）
- 呪術廻戦 懐玉・玉折/渋谷事変（2023年）作画監督（44話）
- LAZARUS ラザロ（2025年）キャラクターデザイン[2]・総作画監督・作画監督

### 劇場アニメ
- ドラゴンボールZ 極限バトル!!三大超サイヤ人 （1992年） 動画
- SLAM DUNK（1994年） 原画
- SLAM DUNK 全国制覇だ! 桜木花道（1994年） 原画
- SLAM DUNK 湘北最大の危機! 燃えろ桜木花道（1995年） 原画
- SLAM DUNK 吠えろバスケットマン魂!! 花道と流川の熱き夏（1955年） 原画
- （超）劇場版!地獄先生ぬ〜べ〜（1996年） 原画
- 少女革命ウテナ アドゥレセンス黙示録（1999年） 作画監督、原画
- 天元突破グレンラガン 紅蓮篇（2008年） 原画
- 天元突破グレンラガン 螺巌篇（2009年） 原画
- ヱヴァンゲリヲン新劇場版:破（2009年） 原画
- ヱヴァンゲリヲン新劇場版:Q（2012年） イメージボード、作画監督、原画
- 同級生（2016年） キャラクターデザイン・総作画監督・絵コンテ・演出・作画監督・原画
- シン・エヴァンゲリオン劇場版（2021年）原画
- アリスとテレスのまぼろし工場（2023年）作画監督

### OVA
- BADBOYS2（1994年）　原画
- るろうに剣心 -明治剣客浪漫譚- 追憶編（1999年） 原画（01話）
- アンジェリーク 白い翼のメモワール（2001年） アニメーションキャラクターデザイン
- 遙かなる時空の中で2-白き龍の神子-（2003〜2005年） アニメーションキャラクターデザイン、作画監督（01話）
- まかせてイルか! （2004年） 原画（OP）
- Re:キューティーハニー（2004年） 原画（03話）
- おジャ魔女どれみナ・イ・ショ（2004年） 原画（10話）
- 王ドロボウJING in Seventh Heaven（2004年） 原画（02話）
- トップをねらえ2!（2004〜2006年） キャラクター作画監督（03話）、原画（01話、02話、05話、06話）

### ゲーム
- アンジェリークSpecial2（1996年） アニメーション作画監督
- 妖艶電視麻雀遊戯 GAL JAN(1996年） キャラクターデザイン
- テイルズ オブ リバース（2004年） アニメーション原画
- ティアーズ・トゥ・ティアラ 花冠の大地（2008年） アニメーションキャラクターデザイン・作画監督（OP）

### その他
- ナミダの向こう・・（2007年） 原作、監督、絵コンテ、演出、キャラクターデザイン、美術設定、原画 （アニ＊クリ15提供作品）
- 花は咲く（2013年） 原画 （PV）
- 日本アニメ（ーター）見本市 「そこからの明日。」（2015年） 原案・監督・画コンテ・演出
- Occultic;Nine -オカルティック・ナイン-（第7話エンドカード）
- 株式会社カラー創業10年記念作品「よいこのれきしアニメ　おおきなカブ（株）」（2016年）作画

## 著書
- 『林明美アニメーションワークス thesaurus』2019年7月29日発売、ISBN 978-4-7580-1650-6